# Surround Yourself with Cilla
Surround Yourself with Cilla è il quarto album in studio della cantante britannica Cilla Black, pubblicato nel 1969.

## Tracce
Side 1
1. Aquarius (Galt McDermot, Gerome Ragni, Jim Rado)
2. Without Him (Harry Nilsson)
3. Only Forever Will Do (Prigioniero del Mondo) (Carlo Donida, Don Black, Giulio Rapetti)
4. You'll Never Get to Heaven (If You Break My Heart) (Burt Bacharach, Hal David)
5. Forget Him (Kenny Lynch, Mort Shuman)
6. It'll Never Happen Again (Tim Hardin)

Side 2
1. Think of Me (Siamo Qui) (C. Fishman, Fred Bongusto)
2. I Am a Woman (Roger Cook, Roger Greenaway)
3. Words (Barry Gibb, Maurice Gibb, Robin Gibb)
4. Red Rubber Ball (Bruce Woodley, Paul Simon)
5. Liverpool Lullaby (Stan Kelly)
6. Surround Yourself with Sorrow (Bill Martin, Phil Coulter)